# IMI B-300
IMI B-300 – izraelski granatnik przeciwpancerny znajdujący się w uzbrojeniu Cahalu od przełomu lat 70. i 80. XX wieku.

## Konstrukcja
Granatnik B-300 jest granatnikiem dwuczęściowym, o konstrukcji zbliżonej do francuskiego LRAC F1. Składa się z dwóch głównych elementów. Pierwszym jest krótka, gładkoprzewodowa wyrzutnia z włókna szklanego i żywicy epoksydowej, do której przymocowany jest mechanizm odpalający, przyrządy celownicze, dwa chwyty pistoletowe, dwójnóg oraz pas nośny. Drugim elementem jest pocisk rakietowy w hermetycznym pojemniku przyłączany do wyrzutni przed strzałem.
B-300 jest wyposażony w mechaniczne przyrządy celownicze składające się z muszki i szczerbiny, dodatkowo może być wyposażony w celownik optyczny. Pocisk jest odpalany elektrycznie, impuls elektryczny jest wytwarzany przy pomocy induktora.
Z granatnika B-300 można odpalić cztery rodzaje pocisków:
- HEAT Mk 1 – pocisk kumulacyjny o przebijalności 400 mm.
- HEAT Mk 2 – pocisk kumulacyjny o przebijalności 550 mm
- HEFT – pocisk przeznaczony do zwalczania fortyfikacji przenoszący w dwie głowice: kumulacyjną i odłamkową. Głowica kumulacyjna wybija otwór przez który do wnętrza budynku wnika głowica odłamkowa.

W 1982 roku licencję na produkcję B-300 zakupiła amerykańska firma McDonell Douglas Astronautics Company i uruchomiła produkcję jego zmodyfikowanej wersji Mk 153 SMAW.

## Dane taktyczno-techniczne
- Kaliber: 82 mm
- Masa: 4,5 kg
- Masa pocisku: 4,5 kg
- Długość: 725/1400 mm
- Prędkość początkowa pocisku: 270 m/s
- Donośność: 400 m
- Przebijalność: 400 mm